# VfL Oldenburg
VfL Oldenburg – niemiecki klub sportowy z siedzibą w Oldenburgu w kraju związkowym Dolna Saksonia. Klub bardziej znany jest z sekcji piłki ręcznej kobiet, której trenerem od 2005 r. jest Leszek Krowicki, piłkarz ręczny. Pełna nazwa to Stowarzyszenie Wychowania Fizycznego Oldenburg, które składa się z 10 różnych dyscyplin, m.in. piłka nożna, piłka ręczna, futbol amerykański, badminton, gimnastyka, taniec, zapasy, siatkówka, lekkoatletyka oraz prellball. 

## Historia
- 23.09.1894 - został założony jako TV Jahn 1894 Oldenburg
- 1935 - połączył się z Oldenburger SC  tworząc VfL Oldenburg

### Sekcja piłki ręcznej kobiet
Pierwszy awans do najwyższej klasy rozgrywkowej w Niemczech miał miejsce w 1980 roku. Drużyna przez kolejne lata radziła sobie różnie na arenie krajowej notując spadki i awanse, jednak od 1999 roku nieprzerwanie uczestniczy w Bundeslidze Kobiet. W 2005 roku posadę trenera objął Leszek Krowicki i od tego czasu klub święcił największe sukcesy w swojej historii.

### Sukcesy krajowe
- puchar Niemiec (3x) (1981, 2009, 2012)
- wicemistrzostwo Niemiec (1x) (1983)
- brązowy medal mistrzostw Niemiec (1x) (2010)
- superpuchar Niemiec (1x) (2009)

### Sukcesy międzynarodowe
- Challenge CUP (1x) (2008)